# Treux
Treux là một xã ở tỉnh Somme, vùng Hauts-de-France, Pháp.

## Địa lý
Thị trấn này có cự ly khoảng 14 miles về phía đồng bắc của Amiens, trên đường D120 và hai bên bờ sông Ancre.

## Dân số
| 1962                                                  | 1968 | 1975 | 1982 | 1990 | 1999 |
| ----------------------------------------------------- | ---- | ---- | ---- | ---- | ---- |
| 124                                                   | 128  | 185  | 245  | 267  | 244  |
| Số liệu dân số từ năm 1962, dân số không tính hai lần |      |      |      |      |      |